# Именитые граждане
Именитые граждане — сословная группа городского населения в Российской империи в 1785—1832 годах.
Жалованной грамотой городам 1785 года Екатерина II установила в среде городских обывателей категорию «именитых граждан» (статьи 132—137). Они были свободны от телесного наказания; им дозволялось иметь сады, загородные дворы, ездить в карете парою и четвернёю; не запрещалось заводить и содержать фабрики, заводы, всякие морские и речные суда. Именитый гражданин, отец и дед которого были именитыми гражданами, мог по достижении тридцатилетнего возраста просить о дворянстве.
Эта категория городских обывателей была разделена на семь разрядов:
- Лица, дважды с похвалой отслужившие на выборных должностях (мещанские заседатели совестного суда или губернского магистрата, бургомистры).
- Лица, имеющие академические или университетские аттестаты (дипломы), подтверждающие их значительный вклад в науку.
- «Художники трёх художеств, а именно архитекторы, живописцы, скульпторы и музыкосочинители».
- Купцы, владеющие капиталами свыше 50 000 рублей.
- Банкиры, обладавшие капиталом свыше 100 000 рублей.
- Оптовые торговцы (не имеющие розничных лавок).
- Владельцы кораблей, плавающих за границу.

Именитые граждане заносились в алфавитном порядке в 5-ю часть городовой обывательской книги.
1 января 1807 года (ст. 19) Высочайшим манифестом звание именитых граждан было для купечества отменено и сохранено лишь для учёных и художников. Но принадлежность к купечеству обусловливалась записью в гильдии, вследствие чего даже самое почтенное купеческое семейство, которое не в состоянии было объявить капитал свыше 50 000 тысяч рублей, немедленно обращалось в класс мещан или сельских обывателей, а вместе с тем подлежало и рекрутской повинности, и подушному окладу, и телесному наказанию. Ненормальность такого порядка вещей, по мнению министра финансов Е. Ф. Канкрина, побудила его ещё в 1827 году внести предложение об установлении особого «почётного гражданства», что и было осуществлено манифестом 10 апреля 1832 года.